# Barbus hulstaerti
Barbus hulstaerti, conosciuto comunemente come barbo farfalla africano, è un pesce d'acqua dolce appartenente alla famiglia Cyprinidae.

## Distribuzione e habitat
Questa specie è endemica del bacino idrografico del fiume Congo, dove è diffusa in alcuni affluenti (Momboyo, Bokuma Bonguma, Tshuapa, Bowa e Maringa) immersi nella foresta pluviale. Abitano acque lente, poco profonde, fredde e scure, ricche di tannini dovuti alle foglie cadute dagli alberi della foresta, che si decompongono in acqua.

## Descrizione
B. hulstaerti presenta un corpo minuto, allungato, compresso ai fianchi, con testa arrotondata, occhi grandi, profilo dorsale e ventrale poco pronunciati, pinne triangolari. La livrea prevede un fondo rosa pallido semitrasparente, con dorso da riflessi giallo-metallici. Sull'occhio una macchia circolare nera, lungo i fianchi e fino al peduncolo caudale appaiono altre 3 chiazze tondeggianti nere, più o meno grandi. Il maschio presenta la pinna dorsale, l'anale e le pinne ventrali gialle orlate di nero, mentre pinna caudale e pettorali sono trasparenti. La femmina ha tutte le pinne rosa trasparente.

Le dimensioni sono minute: raggiunge una lunghezza massima di 3,3 cm.

## Biologia

### Comportamento
È una specie che nuota in banchi.

## Alimentazione
Si nutre di piccoli crostacei e larve d'insetto.

### Riproduzione
È oviparo e la fecondazione è esterna. Non ci sono cure verso le uova.

## Conservazione
B. hulstaerti è inserito nella Lista Rossa IUCN con la dicitura "rischio minimo" perché il suo areale è molto ampio.

## Acquariofilia
Non è una specie diffusa in commercio in Italia, è allevata prevalentemente da appassionati.